# Brandon Drury
Brandon Drury (né le 21 août 1992 à Grants Pass, Oregon, États-Unis) est un voltigeur et joueur de troisième but des Diamondbacks de l'Arizona de la Ligue majeure de baseball.

## Carrière
Brandon Drury est repêché par les Braves d'Atlanta au 13e tour de sélection en 2010. Drury, un joueur de champ intérieur, évolue surtout au troisième but et au deuxième but dans les ligues mineures, en plus d'occuper occasionnellement le poste d'arrêt-court,.
Après avoir amorcé en 2010 sa carrière professionnelle dans les ligues mineures avec des clubs affiliés aux Braves, Drury est le 24 janvier 2013 échangé aux Diamondbacks de l'Arizona. Il est transféré avec le voltigeur Martín Prado, l'arrêt-court Nick Ahmed et les lanceurs droitiers Randall Delgado et Zeke Spruill, tandis que les Braves d'Atlanta reçoivent pour le voltigeur étoile Justin Upton et le troisième but Chris Johnson.
Drury fait ses débuts dans le baseball majeur avec Arizona le 1er septembre 2015 face aux Rockies du Colorado. Le 2 septembre, face à la même équipe, il réussit aux dépens du lanceur Jon Gray son premier coup sûr au plus haut niveau.